# Xanthotrogus tadzhikorum
Xanthotrogus tadzhikorum är en skalbaggsart som beskrevs av Nikolajev 2008. Xanthotrogus tadzhikorum ingår i släktet Xanthotrogus och familjen Melolonthidae. Inga underarter finns listade i Catalogue of Life.